# Венесуэльская пипа
Венесуэльская пипа (лат. Pipa snethlageae) — вид земноводных семейства пиповых, обитающий во Французской Гвиане, Суринаме и, возможно, в Бразилии. Естественная среда обитания — субтропические или тропические влажные низинные леса, реки, пресноводные болота. Окраска этого вида — от красновато-коричневого до коричневато-черного, заметен на спинной части тела. Самки обычно значительно крупнее самцов и весят от 5 до 12 граммов, тогда как самцы весят 4—7 г.